# تاريخ جاذبية كمية حلقية
هذا المقال يقدم لمحة تاريخية عن الموضوع. للمزيد من التفاصيل انظر جاذبية كمية حلقية.
يمتد تاريخ الجاذبية الكمية الحلقية (بالإنجليزية: History of loop quantum gravity)‏ لما يزيد عن ثلاثة عقود من الأبحاث المكثفة.

## تاريخ

### نظريات جاذبية كلاسيكية
في عام 1915، نشر العالم آلبرت آينشتاين النظرية النسبية العامة، التي تُبين أن قوة الجاذبية هي شكل من أشكال التأثير الهندسي في الزمكان. رياضيًا، بنيت النظرية على أساس الهندسة المترية لبرنارد ريمان، ولكن تحل مجموعة لورنتز للتناظر في الفضاء (وهي أساس النظرية النسبية الخاصة لآيشتاين) محل مجموعة التناظر الدوراني للفضاء. لاحقاً، تبنت الجاذبية الكمية الحلقية هذا التفسير الهندسي للجاذبية، حيث أنه من المفترض أن تكون نظرية الكم الجذبية نظرية كمومية في الزمكان.
في العشرينيات من القرن العشرين، عمل عالم الرياضيات إيلي كارتن على إعادة صياغة نظرية آينشتاين بدلالة حزم المتجهات للوصول إلى تعميم للهندسة الريمانية (التي ساهم كارتان فيها أيضاً). أصبحت نظرية آينشتاين-كارتن للجاذبية الصيغة المعممة للنسبية العامة، فقد سمحت للفضاء بالانحناء والالتواء. في هندسة كارتن تفوق أهمية النقل الموازي على أهمية المسافة (التي تعتمد عليها الهندسية الريمانية). يحدث تحول مفاهيمي مشابه بين الفاصل الزمني الثابت للنسبية العامة لآينشتاين والنقل الموازي لنظرية آينشتاين-كارتن.

### شبكات دوران
في عام 1971، اكتشف عالم الفيزياء روجر بنروز المفهوم الناشئ عن الهيكل الكمي الاندماجي للفضاء. أسفرت أبحاثه عن تطوير شبكات الدوران. وعمل على تطوير نظرية الملتويات، لأنها نظرية كمية من مجموعة الدوران وليس مجموعة لورنتز.

### جاذبية كمية حلقية
في عام 1982 حاول أميتابها سين كتابة صيغة هاملتونية للنسبية العامة على أساس المتغيرات المغزلية، حيث تكون المتغيرات هي المركبة المغزلية اليسرى واليمنى للربط بين آينشتاين-كارتن والنسبية العامة. برز اكتشاف سين في الطريقة الجديدة لكتابة قيدي الصيغة الهاملتونية بطريقة ADM للنسبية العامة بدلالة الروابط المغزلية. في هذه الصيغة القيود عبارة عن شرط أن انحناء ويل الدوراني هو تتبّع حر ومتناظر. واكتشف وجود قيود أخرى فسرت على أنها تعادل قيد غاوس لنظريات يانغ-ميلز. ولكن لم تصل دراسات سين وعمله إلى نظرية منهجية دقيقة، وظهر فشله بشكل جلي في تفسير اللحظة المرافقة للمتغيرات المغزلية، وتفسيرها المادي وعلاقتها بالقياس (وذكر في عمله أنه مغير لامدا).
في الفترة بين عامي 1986 و1987، استمر الفيزيائي أبهاي أشتيكار العمل الذي بدأه أميتابها سين، وعرّف أسس المتغيرات المرافقة للجاذبية الدورانية: الاتصال الدوراني (قاعدة النقل الموازي؛ بمعنى أدق الاتصال) يحدد متغير التكوين، ومتغير الزخم المصاحب عند كل نقطة هو إطار الإحداثيات (يسمى فيربين). لاحقًا، أصبح متعارف على هذا المتغير باسم متغير اشتيكار، وهو إضافة لنظرية آينشتاين-كاترن. التعبير عن النظرية النسبية العامة بهذا الشكل جعل من الممكن متابعة القياس الكمي لها باستخدام الطرق المعروفة من نظرية الحقل الكمومي.
استند تكميم الجاذبية في صيغة أشتيكار على حلقة ويلسون، وهي تقنية عمل على تطويرها كينيث ويلسون عام 1974 لدراسة نظام التفاعلات القوية للديناميكا اللونية الكمية. من المثير للاهتمام أن حلقة ويلسون عرفت بالفشل في حالة نظرية الحقل الكمومي على فضاء مينكوفيسكي، أيضًا لم يقدم تكميم غير مضطرب للديناميكا اللونية الكمية. على الرغم من ذلك كان من الممكن استخدام حلقات ويلسون كأساس للتكميم غير المضطرب للجاذبية لأنها مستقلة عن الشكل الفعلي للزمكان.
نتيجة للجهود التي بذلها سين وأشتيكار تم الحصول على صيغة معادلة ويلر-ديويت بدلالة معامل هاملتوني على مساحة هيلبرت واضحة المعالم. وأدى هذا إلى تشكيل أول حل دقيق والذي يعرف بصيغة تشيرن-سيمونز أو حالة كوداما. لكن التفسير الفيزيائي لهذه الحالة ما زال غامضًا.
في 1988-1990، توصل كارلو روفيللي ولي سمولين إلى أساس واضح لحالة الهندسة الكمية، التي تحمل اسم شبكات دوران بينروز. وهكذا ظهرت شبكات الدوران كتعميم لحلقات ويلسون الضرورية للتعامل مع الحلقات المتقاطعة. رياضيًا، ترتبط شبكات الدوران بنظرية تمثيل الزمر ويمكن استخدامها لبناء متغيرات عقدية كمتعدد حدود جونز. بالتالي أصبحت الجاذبية الكمية الحلقية مرتبطة بنظرية المجال الكمي الطوبولوجية وتمثيل الزمر.
في عام 1994، أظهر روفيللي وسمولين أن عوامل الكم في النظرية مرتبطة بمساحات وحجوم ذات طيف منفصل. استمر العمل بكثافة بعد ذلك على الحد شبه الكلاسيكي وحد الاستمرارية والديناميكات، لكن بتقدم بطيء.
على صعيد الحد شبه الكلاسيكي، الهدف هو الحصول على دراسة لنظائرها من حالات التذبذب التوافقي المتماسكة (المعروفة باسم حالة النسج).

### ديناميكات هاميلتون
في البداية تمت صياغة الجاذبية الكمية الحلقية كتكميم لصيغة ADM الهاملتونية، والتي بموجبها تعتبر معادلات آينشتاين مجموعة قيود (غاوس، التماثل التفاضلي، الهاميلتونية). ترمَّز الحالة الحركية في قيود غاوس والتماثل التفاضلي ، لأن حلهما في المساحة الممتدة من أساسات شبكة الدوران. تكمن المشكلة في وضع تعريف لقيد هاميلتون كعامل ذاتي المعايرة في فضاء الحالة الحركية. يتطلع مشروع فينيكس ثوماس ثيكان إلى مستقبل واعد في هذا الصعيد.

### ديناميكات متغيرة
في الآونة الأخيرة هناك الكثير من العمل على الجاذبية الكمية الحلقية للحصول على الصيغة المتغايرة لها، وتدعى نظرية رغوة الدوران. على الرغم أن العمل المتقارب لعدة مجموعات مختلفة أدى إلى الشكل الحالي للديناميكا المتغيرة، إلا أن تسميتها تعود إلى ورقة أعدها جونثان إنجل وروبرتو بيريرا وكارلو روفيللي في 2007-2008. من المتوقع الاستدلال إلى التطور في حالات شبكة الدوران من خلال عمليات دمج منفصلة على الشبكات الدورانية، وبعد ذلك تتبع هيكلاً ثنائي الأبعاد للزمكان. يرتبط هذا النهج بالنماذج المحصلة للميكانيكا الإحصائية ونظرية المجال الكمي الطوبولوجية، مثل نموذج توراييف-فيرو ثلاثي الأبعاد للجاذبية الكمية، أيضاً يؤول حساب تفاضل وتكامل ريجي إلى مخطط فاينمان الذي لا يتجزأ عن النسبية العامة من خلال تقدير الزمكان.

## اقرأ أيضًا
- جاذبية كمية حلقية
- نظرية الأوتار
- تاريخ نظرية الأوتار
- رغوة كمية